# Beilschmiedia percoriacea
Beilschmiedia percoriacea är en lagerväxtart som beskrevs av C.K. Allen. Beilschmiedia percoriacea ingår i släktet Beilschmiedia och familjen lagerväxter. Utöver nominatformen finns också underarten B. p. ciliata.